# Arcadia (Ohio)
Pour les articles homonymes, voir Arcadia.
Arcadia est un village américain situé dans le comté de Hancock, dans l'Ohio. Selon le recensement de 2010, sa population est de 590 habitants.